# Viltzegge
Viltzegge (Carex tomentosa, synoniem: Carex filiformis) is een vaste plant, die behoort tot de cypergrassenfamilie (Cyperaceae). 

## Determinatie
De plant wordt 20–40 cm hoog, heeft een lange, kruipende wortelstok en een stijf rechtopstaande, driekantige stengel. De stengel is aan de top ruw behaard en heeft bij de grond een zwartrode bladschede. De stengelbladeren zijn grijsgroen en maximaal 2 mm breed met een driekantige top.
Viltzegge bloeit in mei en juni in aren. De bovenste aar bestaat uit mannelijk bloemen en de onderste uit vrouwelijke. De 1–2 cm lange, vrouwelijke aren zijn langwerpig tot bolrond. De urntjes zijn ongeveer 2 mm lang en in het jonge stadium witachtig. Later verkleuren ze naar bruinachtig. Het urntje is een soort schutblaadje dat geheel om de vrucht zit. De kafjes zijn spits, rood tot lichtbruin, hebben een groene middennerf en kunnen een smalle witachtige rand hebben.
De vrucht is een nootje en de vruchteinden zijn witachtig en bruin gevlekt. De grijsbruine, witviltig behaarde vruchten zijn 1,5–2 mm lang, kogelvormig-omgekeerd eirond en bijna zonder snavel.
Het aantal chromosomen is 2n = 48.

## Ecologie
Viltzegge komt voor in vochtige weilanden en in open bossen op arme kalkhoudende grond.

## Verspreiding
Het natuurlijke verspreidingsgebied van viltzegge omvat Centraal-Europa en strekt zich uit van Zuid-Scandinavië en Engeland tot Noord-Italië, van de Balkan en verder naar het oosten tot West-Siberië. 
De soort staat op de Nederlandse Rode lijst van planten als niet meer in Nederland aanwezig. De plant kwam tot 1950 voor bij Nijmegen en wordt nog wel aangetroffen op een plek in Zuid-Limburg, maar is daar waarschijnlijk van over de grens door de mens aangevoerd. In 2014 werd viltzegge gevonden in een korenveld in een natuurgebied bij Vorden, op grond die vijftien jaar lang niet was bemest.

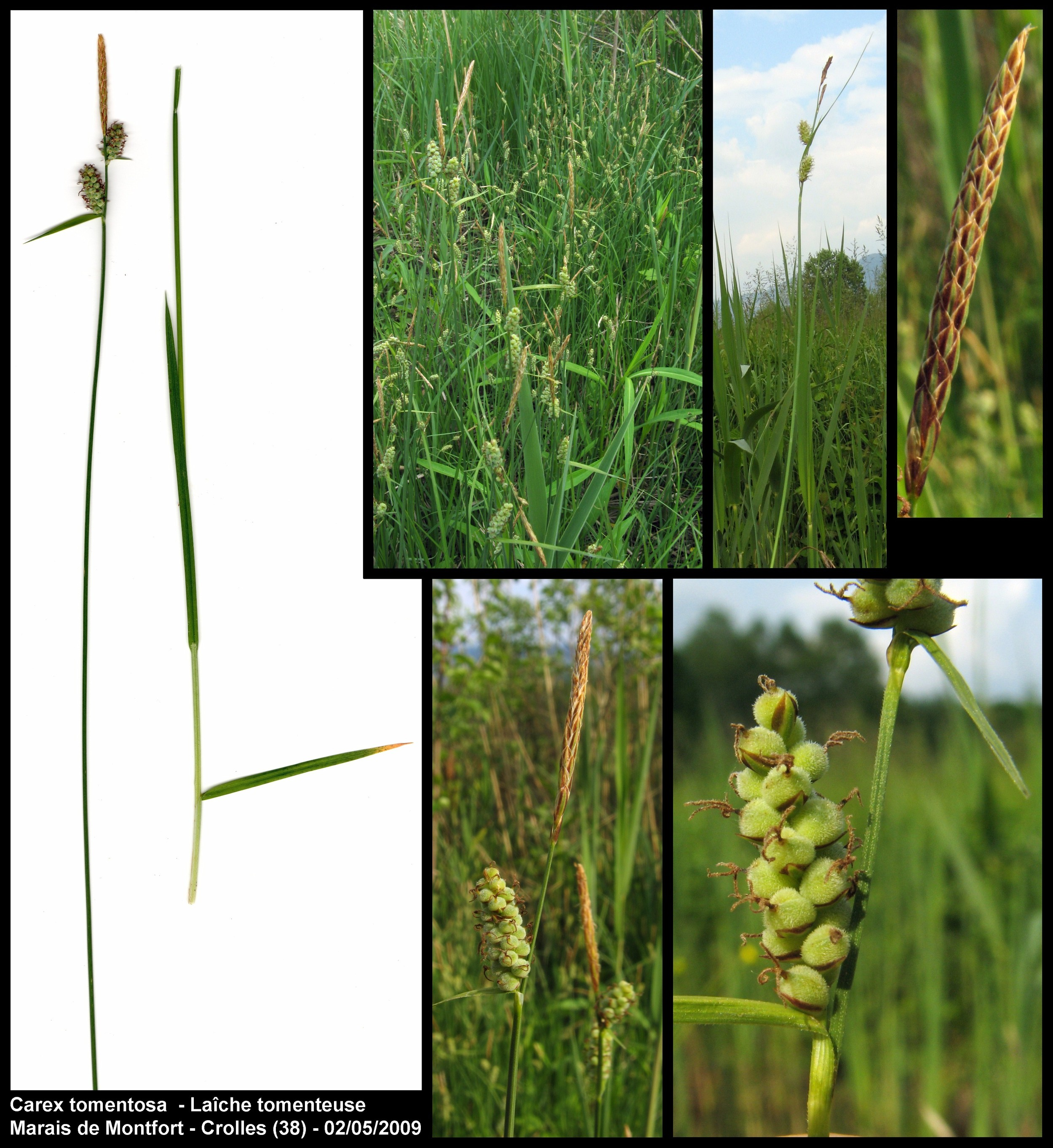
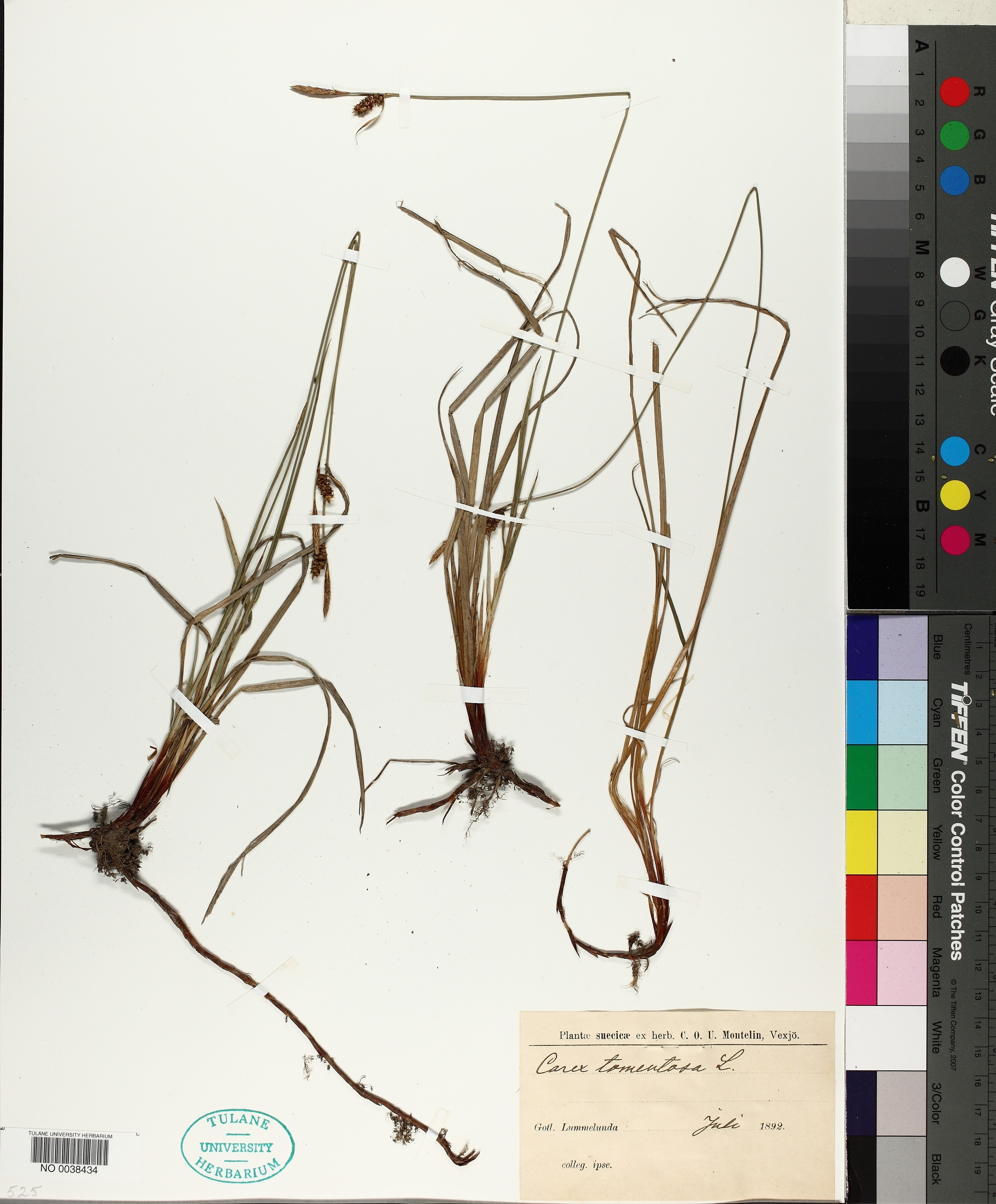
Planten met wortelstok
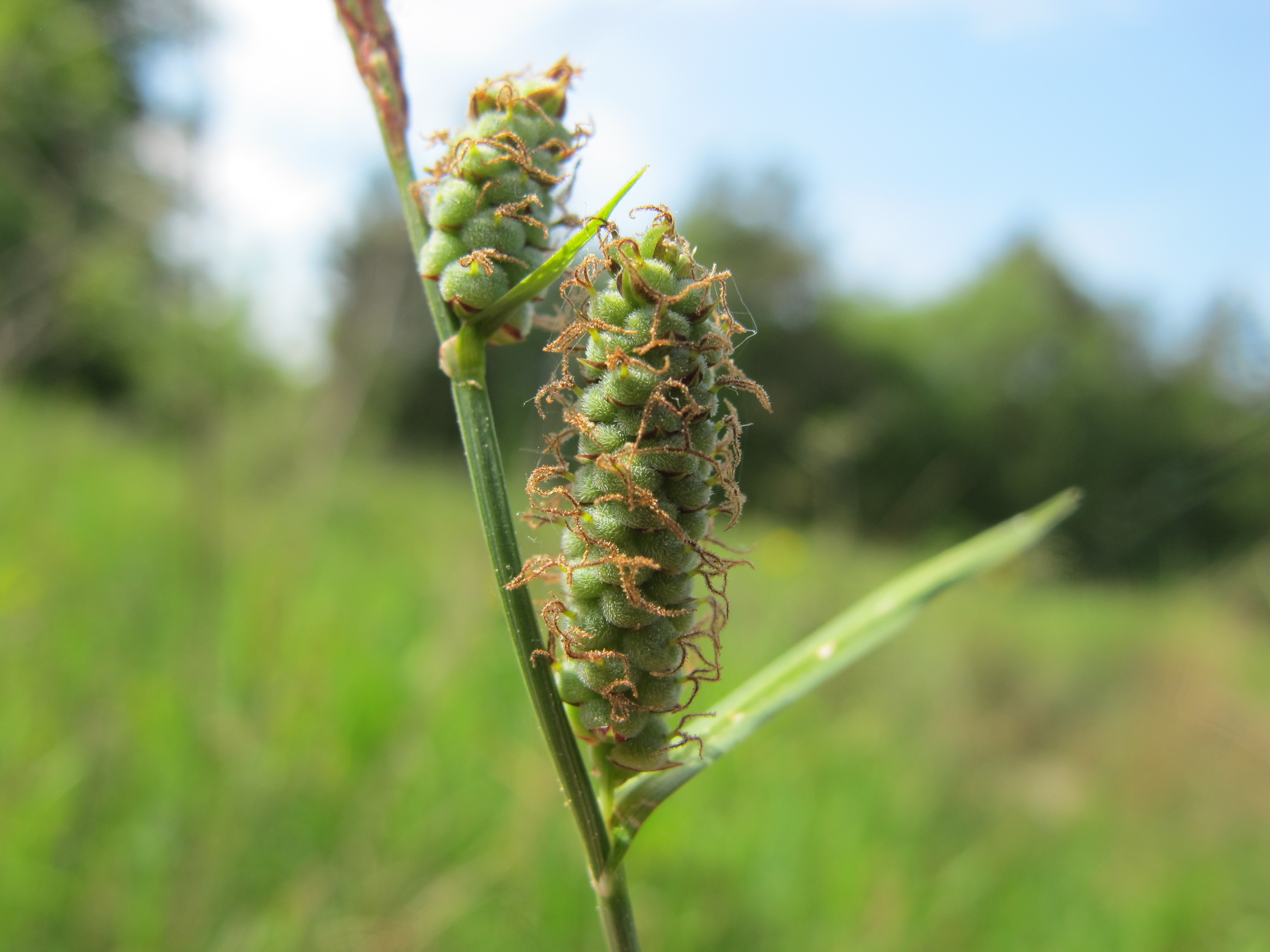
Vrouwelijke aren